# Teucholabis (Teucholabis) duncani
Teucholabis (Teucholabis) duncani is een tweevleugelige uit de familie steltmuggen (Limoniidae). De soort komt voor in het Nearctisch gebied.